# 薩爾達無雙
《薩爾達無雙》（官方译为）是2014年在家用游戏机Wii U发行的砍杀游戏。游戏由光荣特库摩旗下的Omega Force和Team Ninja开发，是光荣特库摩和任天堂的合作项目，属于任天堂的塞尔达传说系列和光荣特库摩的无双系列。
游戏于2014年8月在日本发售，9月起在欧美地区陆续发售，在2016年1月發售移植的3DS版本《塞尔达无双 海拉鲁全明星》、2018年3月發售移植的NS版本《塞尔达无双 海拉鲁全明星豪华版》。
在2020年9月8日，任天堂宣布將推出相關的合作新作，同樣由光榮特庫摩負責開發、任天堂企劃製作本部監督的衍生作品《薩爾達無雙 災厄啟示錄》，但劇情將會作為《薩爾達傳說 曠野之息》的平行世界劇情，已於2020年11月20日推出。

## 移植版本

### 塞尔达无双 海拉鲁全明星
任天堂于2015年11月12日的直面会上宣布本作的升级版《塞尔达无双 海拉鲁全明星》将于2016年1月21日在任天堂3DS平台发售，升级版包含了新的故事和新的角色，于2016年1月在日本发售，3月在欧美地区陆续发售。同时，本游戏在2016年4月28日在韩国发售和支持韩文。

### 塞尔达无双 海拉鲁全明星豪华版
任天堂于2018年1月11日的迷你直面会上宣布本作的加强版《塞尔达无双 海拉鲁全明星豪华版》将于2018年3月22日在任天堂Switch平台发售，遊戲的日版支援簡體中文與繁體中文。加强版包含了目前为止所有的DLC，林克和塞尔达还新增了《塞尔达传说 旷野之息》的服装。

### 海拉鲁全明星豪华版
- 官方网站 （繁體中文）